# Autostrada A952 (Niemcy)
Autostrada A952 (niem. Bundesautobahn 952 (BAB 952) także Autobahn 952 (A952)) – autostrada w Niemczech przebiegająca ze wschodu na zachód, łącząca autostradę A95 z drogą B2 i Starnbergiem w Bawarii.